# Heinz Both
Heinz Both (* 10. September 1924 in Braunschweig; † 28. August 2010 in Hannover) war ein deutscher Jazz- und Unterhaltungsmusiker (Akkordeon, Klarinette), Komponist, Arrangeur, Bandleader und Musikpädagoge, der vor allem in der Musikszene von Hannover tätig war. Musikalisch reichte seine Bandbreite von Schlagern bis zum Swing.

## Leben und Wirken
Both hatte mit zehn Jahren ersten Musikunterricht als Chorknabe und erhielt Privatunterricht auf dem Akkordeon in Hannover. 1939 entstanden erste Plattenaufnahmen im Städtischen Konservatorium Hannover, wo er Klarinette, Klavier, Violine, Musiktheorie und Orchesterspiel studierte; daneben hatte er Engagements mit kleiner Besetzung in Caféhäusern. 1942 wurde er zum Heer einberufen und diente dort als Erster Klarinettist im Musikzug Hannover des Reichsarbeitsdienstes. Nach Kriegsende spielte er bei der britischen Besatzungsarmee in Hannover. Im Rahmen von Matinee-Veranstaltungen im „Gloria Palast“ in Hannover trat er u. a. mit Lale Andersen, Gitta Lind, Rudolf Schock, Heinz Erhardt auf. 1945 begleitete Both mit seiner Band den Sänger Hans Bardeleben (Alabama-Song (Oh Susanna!)), mit dem er auch Schlager wie Wenn ich Dich seh’, dann fange ich zu träumen an (von Fritz Schulz-Reichel) und die populäre Swingnummer Chattanooga Choo Choo einspielte. Es folgten Schallplatten wie die Louis Jordan Nummer Choo Choo Ch´Boogie (1946), Fräulein Madeleine (1948) und Mexico Serenade (South of the Border) (Polydor, ebenfalls mit Hans Bardeleben). Zwischen 1946 und 1948 wurde die Musik seiner Band vom Nordwestdeutschen Rundfunk übertragen; von 1947 bis 1950 trat er als Heinz Both und seine Solisten u. a. im „Troccadero“ in Westerland und im „Haus Vaterland“ in Hamburg auf. Bis 1955 nahm er außerdem als Solist auf; ferner spielte er Hörspielmusik und Aufnahmen mit dem Akkordeon-Orchester im NDWR ein.
Von 1955 bis 1960 wurde Both in Trossingen zum Musikerzieher ausgebildet; er hatte Unterricht u. a. bei Hugo Hermann, Hans Rauch, Fritz Dobler, Armin Fett und Hermann Schittenhelm. 1955 gründete er die „Hohner Harmonikaschule Heinz Both“ in Hannover; ferner veröffentlichte er Kompositionen und Arrangements für Akkordeon, Saxophon und Klarinette bei Musikverlagen wie Hohner, Preißler, Apollo, Melodie, Weltmusik und Schott. Zu seinen Kompositionen gehören „Blues in Bb“, „Daisy“, „Manhattan Rag“, „Michail“ und „Pariser Mélange“.
1963 gründete er die Jugendband Hannover (aus der die spätere Jugend-Bigband Hannover hervorging); außerdem war er als freier Mitarbeiter bei der Landesbühne Hannover, dem Staatstheater Hannover und dem Staatstheater Braunschweig tätig. Ferner gehörte er der Jury (Regional- und Landesebene) bei Jugend musiziert in den Sparten Akkordeon, Klarinette und Saxophon an. In der zweiten Hälfte der 1960er-Jahre wirkte er bei Fernsehaufnahmen, Schallplatten und diversen Konzertreisen mit der Jugendband Hannover mit. 1970 gründete er die Big Band ’70 und wirkte in dieser Zeit als Akkordeonist in Fernsehsendungen wie Schöne Bescherung und Ich bin Bruce Low mit. Neben zahlreichen weiteren Auszeichnungen erhielt Both 2000 das Bundesverdienstkreuz am Bande für seine musikalische Jugendarbeit in Hannover.

## Publikationen (Auswahl)
- Moderne Saxophon-Soli für Altsaxophon in Es und Klavier. Schott Music Distribution, Mainz, ED 7412
- Klassische Saxophon-Soli für Tenor- oder Sopransaxophon in B und Klavier. Schott Music Distribution, Mainz, ED 7330
- Klassische Saxophon-Soli für Altsaxophon in Es und Klavier. Schott Music Distribution, Mainz, ED 7331
- Saxophon-Training: Tägliche Übungen für Anfänger und Fortgeschrittene. Schott Music Distribution, Mainz, ED 8986
- Swing along: Tanz- und Jazzduette. Schott Music Distribution, Mainz, ISMN 979-0-00108215-0
- Swing along: für 2 Blasinstrumente in B oder Es und Klavier. Schott Music Distribution, Mainz, ISMN 979-0-001-08214-3
- 6 mal Swing für den Akkordeon-Solisten. Schott Music Distribution, Mainz, ISMN 979-0-2039-0985-9